# Silhouette (Lisa Lois)
Silhouette is een nummer van de Nederlandse zangeres Lisa Lois uit 2013. Het is de eerste single van haar tweede studioalbum Breaking Away.
"Silhouette" is een popnummer dat gaat over een stukgelopen relatie. Het nummer werd een bescheiden succes in de Nederlandse Top 40, waar het de 32e positie behaalde. Hiermee was het tot nu toe de laatste Top 40-hit voor Lois. In de iTunes-lijst was de plaat succesvoller, daar haalde het de 4e positie.